# Contea di Del Norte
La contea di Del Norte, in inglese Del Norte County, è una contea dello Stato della California, negli Stati Uniti. La popolazione al censimento del 2000 era di 27 507 abitanti. Il capoluogo di contea è Crescent City, unico centro abitato incorporato.

## Geografia fisica
La contea si trova nell'estremo nord-ovest dellao Stato, al confine con l'Oregon. Si affaccia a ovest sull'Oceano Pacifico. L'U.S. Census Bureau certifica che l'estensione della contea è di 3185 km², di cui 2610 km² composti da terra e i rimanenti 575 km² composti di acqua. Il territorio è montuoso, ma anche pianeggiante lungo la costa. I fiumi principali sono lo Smith e il Klamath. La contea ospita diversi parchi e aree protette, tra cui i parchi nazionali e statali di Redwood.

### Contee confinanti
- Contea di Curry (Oregon) - nord
- Contea di Josephine (Oregon) - nord-est
- Contea di Siskiyou - est
- Contea di Humboldt - sud

## Storia
L'area era abitata da nativi Yurok e Tolowa. La contea di Del Norte fu costituita nel 1857 da parte del territorio della contea di Klamath. Il nome in spagnolo significa del nord e riflette la posizione della contea nell'estremo nord dello Stato.

## Infrastrutture e trasporti

### Principali strade ed autostrade
- U.S. Highway 101
- U.S. Highway 199
- California State Route 197

## Comuni
L'uncia city incorporata della contea è il capoluogo, Crescent City.